# 배벽
해부학에서 배벽(abdominal wall) 또는 복벽은 배안(복강)의 경계를 나타낸다. 배벽은 앞가쪽배벽(anterolateral abdominal wall, 전외측복벽)과 뒤배벽(posterior abdominal wall, 후복벽)으로 나뉜다.

## 같이 보기
- 복막
- 위의 굽이
- 창자간막
- 그물막